# Cryptopus
Cryptopus, abreviada Crypt en el comercio de horticultura, es un género de orquídeas con 4 especies nativas de Madagascar, Mauricio y Reunión.

## Taxonomía
El género fue descrito por John Lindley y publicado en Botanical Register; consisting of coloured . . . 10: sub t. 817. 1824.

## Especies deCryptopus
- Cryptopus brachiatus
- Cryptopus dissectus
- Cryptopus elatus
- Cryptopus paniculatus